# پرویی‌سوسنان
پرویی‌سوسنان (نام علمی: Alstroemeriaceae) نام یک خانواده از راسته سوسن‌سانان است.